# Vasili Kojucharov
Vassil Tomov Kojucharov (Sofia, 1937) è un compositore, direttore d'orchestra e di coro italiano.

## Biografia
Nel 1961  Kojucharov incominciò a studiare assieme a Aram Khachaturian  al conservatorio di Mosca, per poi trasferirsi in Italia. Fu, inizialmente, collaboratore per Nino Rota, in seguito incominciò a comporre colonne sonore per film italiani, soprattutto western all'italiana.

## Filmografia parziale
- Una lunga fila di croci, regia di Sergio Garrone (1969)
- Django il bastardo, regia di Sergio Garrone (1969)
- Sono Sartana, il vostro becchino, regia di Giuliano Carnimeo (1969)
- Spara Joe... e così sia!, regia di Emilio P. Miraglia (1971)
- Anche per Django le carogne hanno un prezzo, regia di Luigi Batzella (1971)
- La colt era il suo Dio, regia di Dean Jones (1972)
- Un Bounty killer a Trinità, regia di Oskar Faradine (1972)
- Eroi all'inferno, regia di Michael Wotruba (1973)
- Il plenilunio delle vergini, regia di Luigi Batzella e Aristide Massaccesi (1973)
- Lo sgarbo, regia di Marino Girolami (1975)
- Il braccio violento della mala, regia di Sergio Garrone (1978)

## Onorificenze
- Cavaliere di Malta